# Адамич, Людевит Андрия
Людевит Андрия А́дамич (хорв. Ljudevit Andrija Adamić, урождённый Людовик Андреа Адамич; 29 ноября 1767, Фиуме — 31 октября 1828, там же) — хорватский торговец и дипломат.

## Биография
Родился в Фиуме, в семье итальянского торговца табаком Симона Адамича и Елизаветы Барчич, представительницы хорватского дворянского рода Барчичей. Изучив основы торгового ремесла, он вместе со своим отцом основал фирму «Simone Adamich e Figlio» (рус. Симон Адамич и Сын) для того, чтобы торговать табаком на городских рынках. Имея на начальном этапе развития своего предприятия лишь два парусных судна, несколько складов и один иногородний филиал (в Бакаре), Адамичи смогли добиться мирового признания своей компании, благодаря транспортировке и продаже товаров в акваториях Чёрного и Средиземного морей.
Когда Адамичу исполнилось 20 лет его отец по ложному донесению был арестован по обвинению в неуплате налога на найденное им при ремонте церкви сокровище. Для того, чтобы освободить отца и защитить его честное имя, Людевит Адамич отправился в Вену к императору Иосифу II, на приёме у которого ему удалось добиться справедливости. По настоянию отца он остался в Вене для обучения торговому ремеслу, во время которого ему удалось завести полезные знакомства в австрийских придворных кругах. Однако после начала французских революционных войн ему пришлось бежать из Вены сначала во Францию, а затем в Испанию и Османскую империю.
В 1799 году он вернулся в свой родной город, где начал торговать древесиной, рудой, зерном, пеньковыми верёвками и стеклянными изделиями. Прочное финансовое положение позволило ему принимать активное участие в общественно-политической жизни города и региона. Так, например, ему удалось убедить епископа Загреба Максимилиана Врховаца в затратности и нецелесообразности строительства Купского канала, который должен был соединять исток реки Купа с Адриатическим морем. Также он был одним из инициаторов и спонсоров строительства Луизианской дороги и Хорватского национального театра.
Во время Наполеоновских войн Адамич не перестал принимать активное участие в политической и общественной жизни региона и несмотря на континентальную блокаду смог наладить поставки соли в родной город, а в 1813 году был назначен консулом Великобритании в «Corpus separatum» Фиуме. В 1822 году ему довелось быть официальным представителем Фиуме на конгрессе в Вероне.